# Abismo
Abismo (deutsch: Abgrund) im Parque de Atracciones de Madrid (Madrid, Spanien) ist eine Stahlachterbahn vom Modell SkyLoop XT 450 des Herstellers Maurer Rides, die am 27. Juni 2006 eröffnet wurde. Auf der 450 m langen Strecke, für die sie eine Minute braucht, erreicht sie eine Höchstgeschwindigkeit von 105 km/h. Als besonderer Höhepunkt befindet sich auf der Strecke der so genannte Sky-Loop, ein Fahrelement, welches aus zwei Inversionen besteht.

## Zug
Abismo besitzt einen Zug mit zwei Wagen, die Platz für jeweils sechs Personen (drei Reihen à zwei Personen) bieten. Dadurch ist eine Kapazität von 550 Personen pro Stunde möglich.

## Fotos

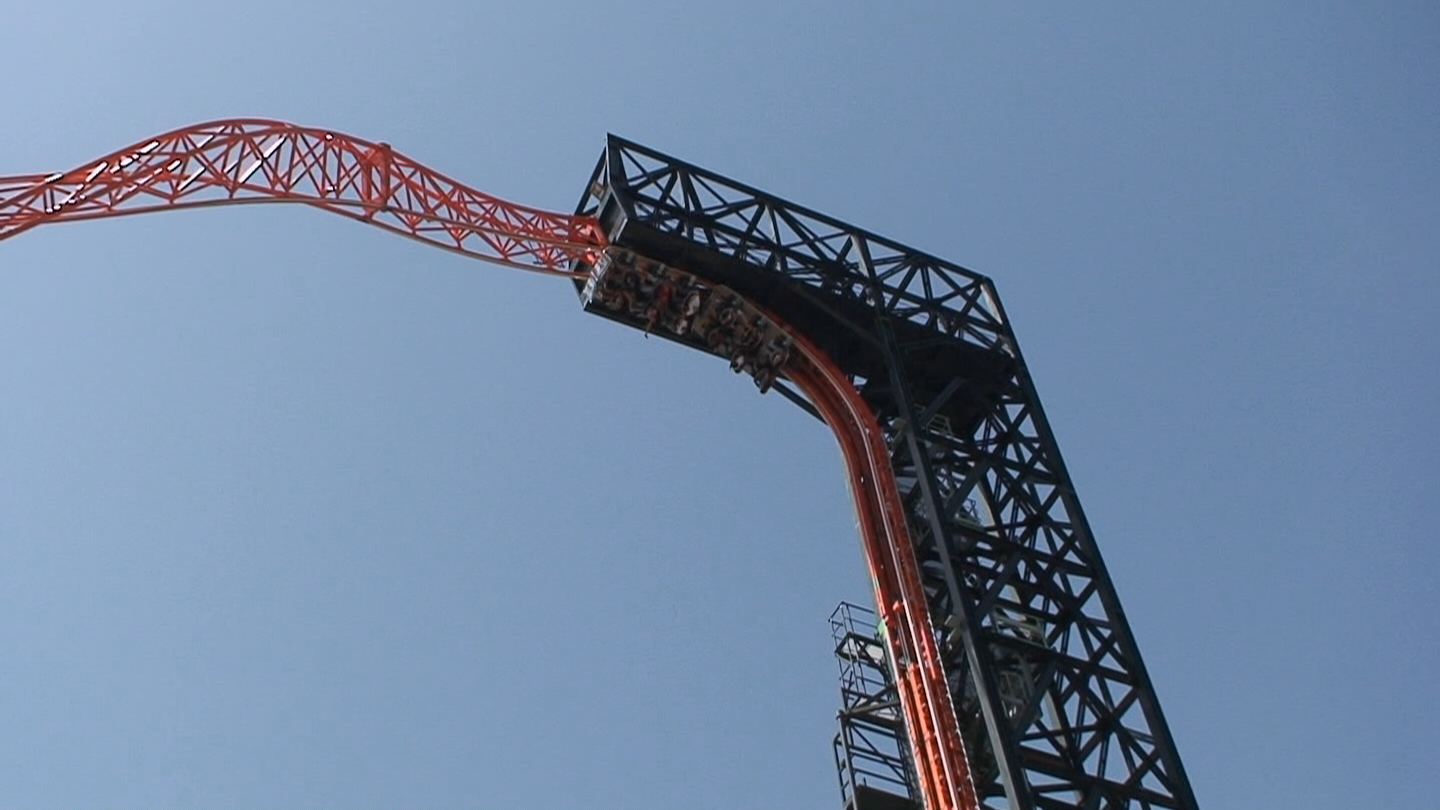
Der Aufzug zum Sky Loop
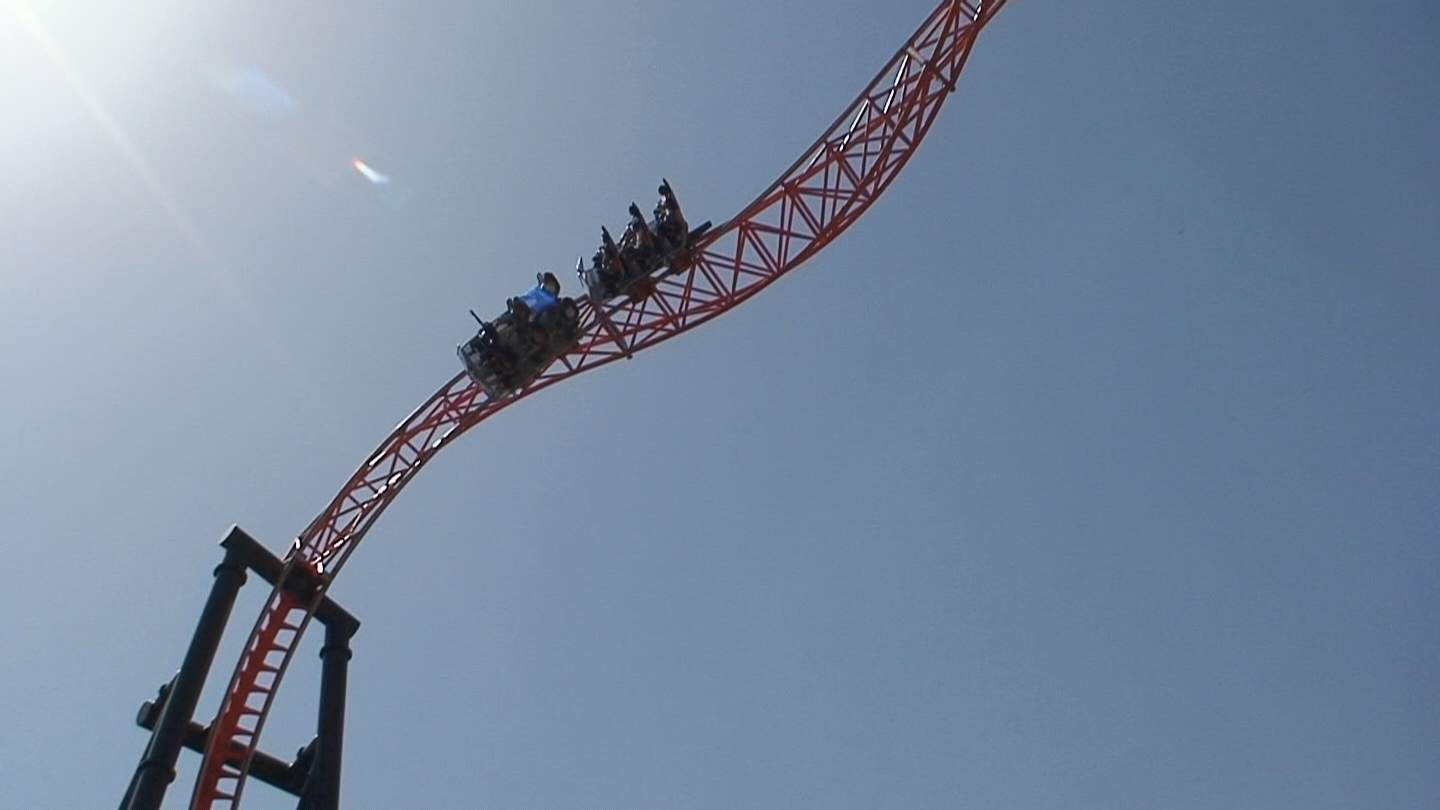
Die Ausfahrt des Sky Loops
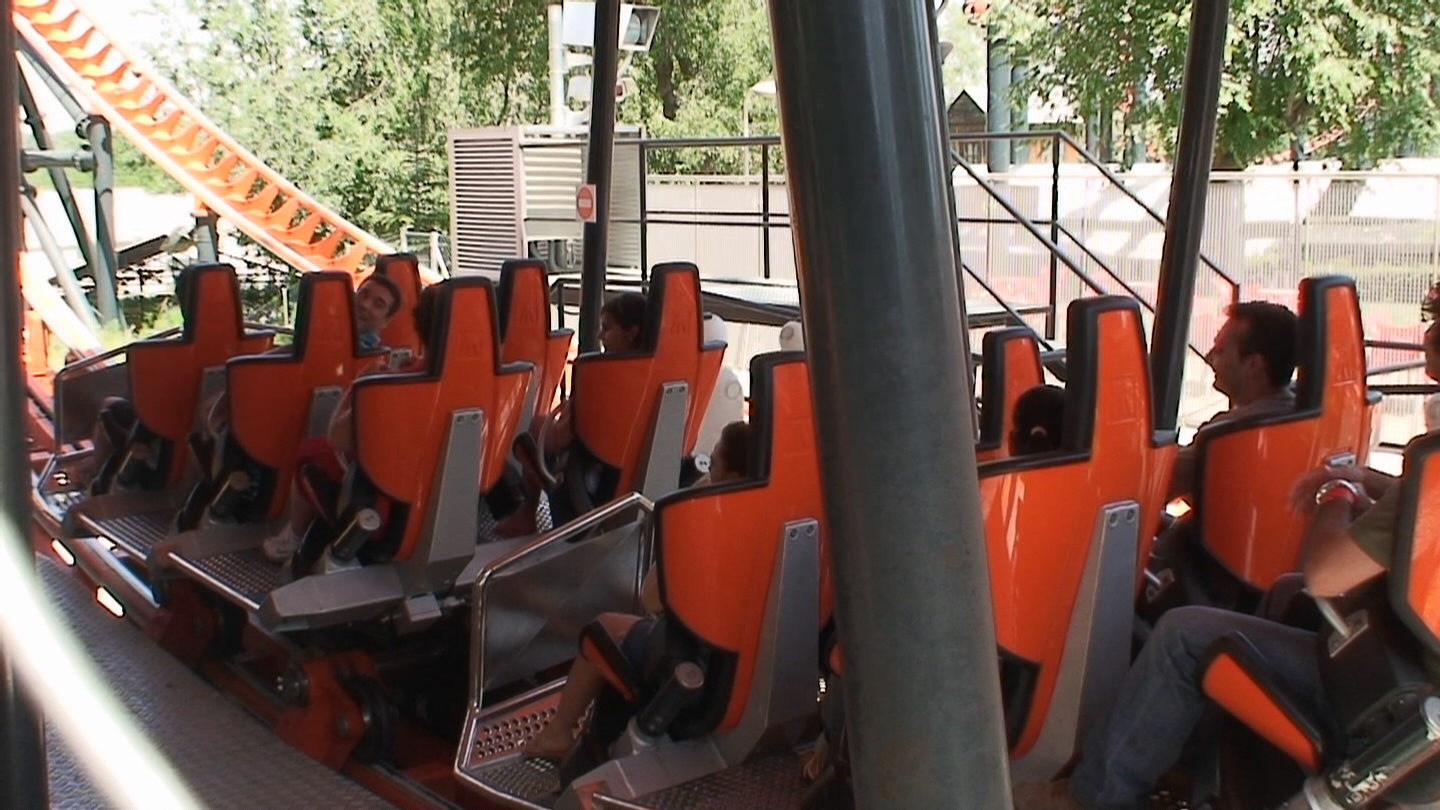
Der Zug von Abismo in der Station
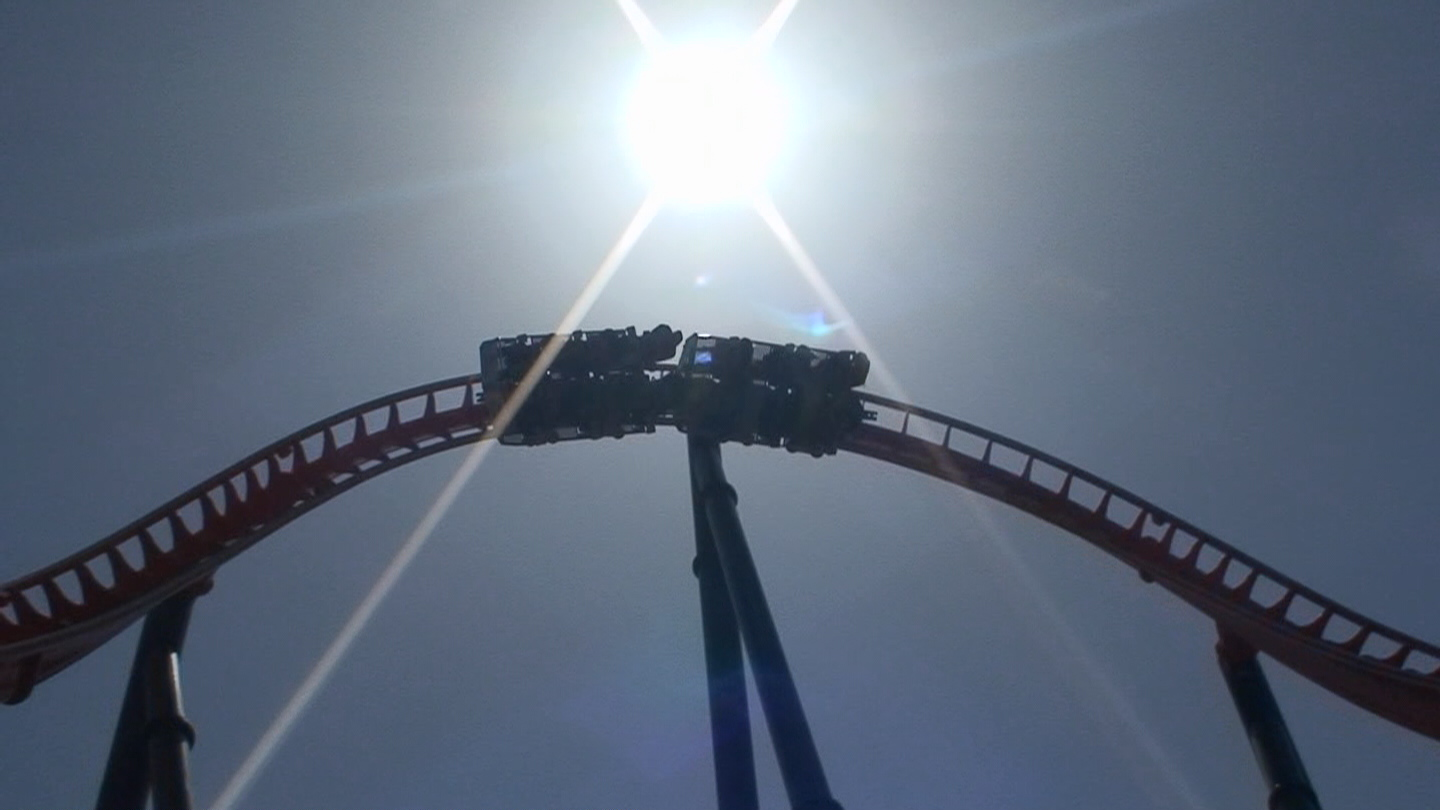
Der Horseshoe